# Llista de monuments del Baix Martín
Llista de monuments del Baix Martín inclosos en el registre de béns arquitectònics del patrimoni cultural aragonès per la comarca del Baix Martín. Inclou els classificats com a Béns d'Interès Cultural i com a Béns Catalogats.
| Monument                                                       | Tipus                      | Localització                                                          | Coordenades                                            | Codi?                 | Imatge |
| -------------------------------------------------------------- | -------------------------- | --------------------------------------------------------------------- | ------------------------------------------------------ | --------------------- | --- |
| Conjunt històric d'Albalate del Arzobispo                      | BIC Conjunt històric       | Albalate del Arzobispo Nucli antic población d'Albalate del Arzobispo | 41° 07′ 22″ N, 0° 30′ 34″ O / 41.122778°N,0.509444°O   | RI-51-0000299         | Conjunt històric d'Albalate del Arzobispo · Vegeu més fotos d'aquest monument · Carregueu una nova foto d'aquest monument                  |
| Santuari de la Virgen de Arcos                                 | BIC Arq. religiosa         | Albalate del Arzobispo Promontori en la Serra de Arcos                | 41° 03′ 42″ N, 0° 34′ 17″ O / 41.061725°N,0.571322°O   | RI-51-0004888         | Santuari de la Virgen de Arcos (Albalate del Arzobispo) · Vegeu més fotos d'aquest monument · Carregueu una nova foto d'aquest monument    |
| Castell Palau Arquebisbal                                      | BIC Arqui. Civil/religiosa | Albalate del Arzobispo                                                | 41° 07′ 16″ N, 0° 30′ 36″ O / 41.12121°N,0.50996°O     | 7-INM-TER-023-008-001 | Castell Palau Arquebisbal d'Albalate del Arzobispo · Vegeu més fotos d'aquest monument · Carregueu una nova foto d'aquest monument         |
| Asunción de Nuestra Señora                                     | BIC Arq. religiosa         | Albalate del Arzobispo                                                | 41° 07′ 15″ N, 0° 30′ 39″ O / 41.120958°N,0.510786°O   | 7-INM-TER-023-008-002 | Església de l'Assumpció (Albalate del Arzobispo) · Vegeu més fotos d'aquest monument · Carregueu una nova foto d'aquest monument           |
| Los Chaparros                                                  | BIC Art rupestre           | Albalate del Arzobispo                                                | 41° 04′ 55″ N, 0° 33′ 19″ O / 41.08208°N,0.55539°O     | RI-51-0009450         | Carregueu una nova foto d'aquest monument                                                                                                  |
| Los Estrechos I                                                | BIC Art rupestre           | Albalate del Arzobispo                                                | 41° 05′ 11″ N, 0° 32′ 36″ O / 41.08633°N,0.54331°O     | RI-51-0009451         | Carregueu una nova foto d'aquest monument                                                                                                  |
| Los Estrechos II                                               | BIC Art rupestre           | Albalate del Arzobispo                                                | 41° 05′ 08″ N, 0° 32′ 49″ O / 41.08553°N,0.54692°O     | RI-51-0009452         | Carregueu una nova foto d'aquest monument                                                                                                  |
| Tombant de Los Chaparros I                                     | BIC Art rupestre           | Albalate del Arzobispo                                                | 41° 04′ 52″ N, 0° 33′ 24″ O / 41.08122°N,0.55661°O     | RI-51-0009453         | Carregueu una nova foto d'aquest monument                                                                                                  |
| Tombant de Los Chaparros II                                    | BIC Art rupestre           | Albalate del Arzobispo                                                | 41° 04′ 51″ N, 0° 33′ 26″ O / 41.08078°N,0.55722°O     | RI-51-0009454         | Carregueu una nova foto d'aquest monument                                                                                                  |
| Acròpolis de Cabezo de Alcalá i ruïnes de Dehesa de Pedriñales | BIC Zona arqueològica      | Azaila turó a la rodalia del municipi                                 | 41° 17′ 08″ N, 0° 30′ 29″ O / 41.28569°N,0.507922°O    | RI-55-0000004         | Cabezo d'Alcalá (Azaila) · Vegeu més fotos d'aquest monument · Carregueu una nova foto d'aquest monument                                   |
| Església parroquial de Nuestra Señora del Rosario              | BIC Zona arqueològica      | Azaila nucli poblacional                                              | 41° 17′ 31″ N, 0° 29′ 37″ O / 41.2919348°N,0.4936306°O | 1-INM-TER-023-031-001 | Església parroquial de Nuestra Señora del Rosario (Azaila) · Vegeu més fotos d'aquest monument · Carregueu una nova foto d'aquest monument |
| Església de Santa Maria la Major                               | BIC Monument               | Híjar nucli poblacional                                               | 41° 10′ 33″ N, 0° 27′ 04″ O / 41.175833°N,0.451111°O   | RI-51-0010592         | Església de Santa Maria la Major (Híjar) · Vegeu més fotos d'aquest monument · Carregueu una nova foto d'aquest monument                   |
| Poblat ibèric de Castillejo de la Romana                       | BIC Zona arqueològica      | Híjar nucli poblacional                                               |                                                        | RI-55-0000670         | Carregueu una nova foto d'aquest monument                                                                                                  |
| Torre-Fortín de Samper de Calanda                              | BIC Monumento              | Samper de Calanda prop del calvari a la rodalia del nucli poblacional | 41° 11′ 20″ N, 0° 23′ 16″ O / 41.188889°N,0.387778°O   | 1-INM-TER-023-205-006 | Torre-Fortín (Samper de Calanda) · Vegeu més fotos d'aquest monument · Carregueu una nova foto d'aquest monument                           |
| Jaciment de la Loma del Regadío                                | BIC Zona arqueològica      | Urrea de Gaén                                                         | 41° 11′ 20″ N, 0° 23′ 16″ O / 41.188889°N,0.387778°O   | RI-55-0000828         | Carregueu una nova foto d'aquest monument                                                                                                  |
| Poblat ibéric de la Bovina                                     | BIC Zona arqueològica      | Vinaceite                                                             |                                                        | RI-55-0000050         | Carregueu una nova foto d'aquest monument                                                                                                  |